# Часуці (станція)
40°42′18″ пн. ш. 111°07′33″ сх. д. / 40.7049239° пн. ш. 111.1259251° сх. д.
Часуці (кит. 察素齐站, пін. Chásùqí Zhàn) — залізнична станція в КНР, розміщена на Цзінін-Баотоуській залізниці між станціями Тайгему і Саньбусу та Пекін-Баотоуській залізниці між станціями Бікеці і Таосіхао.
Розташована в однойменній волості хошуну Тумед – Лівий стяг міського округу Хух-Хото (автономний район Внутрішня Монголія). Відкрита в 1923 році.